# 크롬북 픽셀

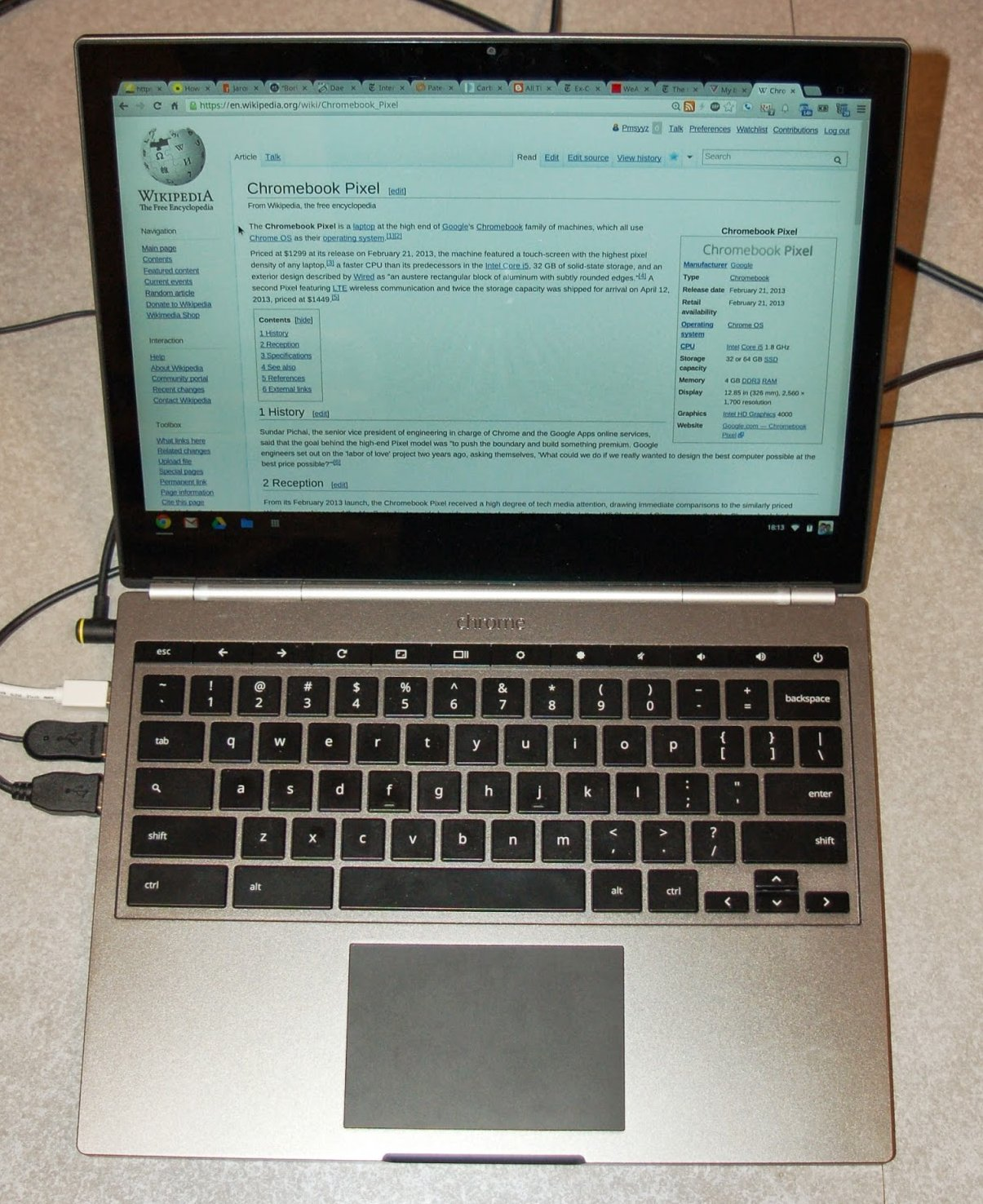

크롬북 픽셀(Chromebook Pixel)은 구글의 크롬북 제품군 중 고급형에 속하는 2013년형 노트북으로, 모두 크롬OS 운영 체제가 사전 설치되어 있다. 크롬북 픽셀은 구글 픽셀 시리즈 가전제품의 일부이다. 2015년에 업데이트된 모델이 출시되었다. 크롬북 픽셀은 2018년 8월에 소프트웨어 및 보안 업데이트 수신을 중단했다.

## 역사
크롬북 픽셀은 2013년 2월 21일에 출시되었으며 즉시 배송이 시작된다. 당시 크롬과 안드로이드를 담당했던 엔지니어링 담당 수석부사장 선다 피차이는 고급형 픽셀 모델의 목표는 "경계를 뛰어넘어 프리미엄 제품을 만드는 것"이라고 말했다.
이 기계는 중국에서 조립되었다. 넥서스 휴대폰 및 태블릿 제조에 활용된 공개적으로 발표된 파트너십과 달리 구글은 크롬북 픽셀의 제조 하청업체를 공개하지 않았다.
2015년 초, 구글 경영진은 크롬북 픽셀이 "개발 플랫폼이다. 이는 실제로 개념 증명이다. 우리는 이러한 제품을 많이 만들지 않는다. 실제로는 그렇지 않다"라고 말하면서 크롬북 픽셀의 판매 부진을 확인했다. "우리는 새로운 [크롬북] 픽셀이 출시될 예정이다."라고 덧붙였다. 업데이트된 크롬북 픽셀은 2015년 3월 11일에 발표되었으며 2013년 모델은 즉시 단종되었다.
2016년 8월, 구글은 크롬북 픽셀을 단종했다. 2017년 10월 4일, 구글은 크롬북 픽셀의 후속 제품으로 픽셀북 노트북/태블릿 하이브리드 컴퓨터를 발표했다.

## 같이 보기
- 픽셀북
- 구글 넥서스
- 구글 스토어
- 픽셀 C